# Сэлчига
Сэ́лчига (устар. Соч-Ига) — река в Томской области России. Устье реки находится в 153 км по правому берегу реки Парабель. Длина реки составляет 54 км, площадь водосборного бассейна 430 км².
Высота истока — 96 м над уровнем моря.
Притоки: Кирилловка, Ровный.

## Данные водного реестра
По данным государственного водного реестра России относится к Верхнеобскому бассейновому округу, водохозяйственный участок реки — Обь от впадения реки Кеть до впадения реки Васюган, речной подбассейн реки — Кеть. Речной бассейн реки — (Верхняя) Обь до впадения Иртыша.

## Соч-Игинское культовое место южныхселькупов
Недалеко от дер. Белка на островке в болоте имеется старинное остяцкое культовое место; здесь в 1939 г. стояли идолы. Около них найден медный диск (зеркало?), имеющий в диаметре около 14 см; тыльная сторона его расчерчена на квадраты, круги и овалы, заполненные арабской надписью.